# Бајангам лез Еперлек
Бајангам лез Еперлек (фр. Bayenghem-lès-Eperlecques) насеље је и општина у североисточној Француској у региону Север-Па д Кале, у департману Па де Кале која припада префектури Сент Омер.
По подацима из 2011. године у општини је живело 952 становника, а густина насељености је износила 211,09 становника/km². Општина се простире на површини од 4,51 km². Налази се на средњој надморској висини од 55 метара (максималној 92 m, а минималној 12 m).

## Демографија
| 1962. | 1968. | 1975. | 1982. | 1990. | 1999. | 2011. |
| ----- | ----- | ----- | ----- | ----- | ----- | ----- |
| 415   | 418   | 392   | 468   | 637   | 687   | 952   |

График промене броја становника у току последњих година